# Play: The B Sides
Play: The B Sides è un album del musicista Moby. Fu originariamente pubblicato in un box ad edizione limitata nel 2000 insieme all'acclamatissimo album Play, in seguito pubblicato separatamente il 27 luglio 2004. Consiste in una raccolta di brani che Richard Hall aveva deciso di non pubblicare su Play perché "si avvicinavano al sound di Play ma non erano perfetti per l'album" e che sono stati pubblicati come lati B dei singoli.

## Flower
La traccia d'apertura, Flower, è uno dei b-side di Moby più noti ed è quello che si avvicina di più alle sonorità di Play. Il brano contiene un campionamento da Green Sally, Up, una canzone tradizionale degli uomini di colore americani cantata da Mattie Garder, Mary Gardner, Jesse Lee Pratcher.
La canzone è stata usata nei film "Fuori in 60 secondi" del 2000 e "Swing Vote - Un uomo da 300 milioni di voti" del 2008

## Tracce
Tutti i brani sono stati composti, eseguiti, missati e prodotti da Richard Melville Hall.
1. Flower  – 3:25 (dal singolo Find My Baby)
2. Sunday  – 5:03 (dal singolo Run On)
3. Memory Gospel  – 6:42 (dal singolo Honey)
4. Whispering Wind  – 6:02 (dal singolo Natural Blues)
5. Summer  – 5:58 (dal singolo Porcelain)
6. Spirit  – 4:08 (dal singolo Run On)
7. Flying Foxes  – 6:16 (dal singolo Why Does My Heart Feel So Bad?)
8. Sunspot  – 6:49 (dal singolo Bodyrock)
9. Flying Over the Dateline  – 4:47 (dal singolo Porcelain)
10. Running  – 7:05 (dal singolo Run On)
11. The Sun Never Stops Setting  – 4:19 (dal singolo South Side)

Dai b-side del periodo di Play non figurano nell'antologia:
- Micronesia – 6:42 (dal singolo Honey)
- Arp – 6:30 (dal singolo Bodyrock)
- Ain't Never Learned – 3:47 (dal singolo South Side)
- Sick in the System – 4:17 (dal singolo Natural Blues)
- Princess — 8:17 (dal singolo Why Does My Heart Feel So Bad?)
- Down Slow (Extended) – 5:56 (dal singolo Run On)
- Graciosa — 6:27 (inedita)

## Curiosità
- Memory Gospel è stata usata nei film "Southland Tales - Così finisce il mondo" del 2007, in Alì, 40 giorni & 40 notti, Carter del 2001 e nel lungometraggio di Oliver Stone Ogni maledetta domenica.
- Flower è stata usata nel film "Fuori in 60 secondi" del 2000.

## Formazione
- Corinne Day: fotografia
- Elizabeth Young: fotografia